# Neoarcaico
El Neoarcaico o Neoarqueano es la cuarta y última era y eratema del eón y eonotema Arcaico en la escala temporal geológica. Comenzó hace 2800 millones de años y terminó hace 2500 millones de años, durando 300 millones de años. Es seguido por el Paleoproterozoico. El período se define cronométricamente, no hace referencia a un determinado nivel de sección de roca de la Tierra. En esta época las bacterias mejoraron el mecanismo de la fotosíntesis que pasó a ser oxigénica, por lo que entonces comienza la liberación de grandes cantidades de oxígeno molecular al medio ambiente. Esta acumulación tóxica de oxígeno en la atmósfera producirá después la gran oxidación que tendrá lugar en el Proterozoico.
Hace unos 2700 millones de años se produjo el mayor episodio magmático de la historia de la Tierra, debido probablemente a una gigantesca avalancha mantélica. Otros episodios similares, pero de menor intensidad se han producido aproximadamente cada 800 millones de años, hace 1900 Ma, en el Orosírico y hace 1200 Ma, en el límite Ectásico-Esténico.

| Supereón    | Eón Eonotema     | Era Eratema                | Periodo Sistema            | Inicio, en millones de años |
| ----------- | ---------------- | -------------------------- | -------------------------- | --------------------------- |
| Precámbrico | Proterozoico     | Neo- proterozoico          | Ediacárico Ediacariano     | ~635                        |
| Precámbrico | Proterozoico     | Neo- proterozoico          | Criogénico Criogeniano     | ~720                        |
| Precámbrico | Proterozoico     | Neo- proterozoico          | Tónico Toniano             | 1000                        |
| Precámbrico | Proterozoico     | Meso- proterozoico         | Esténico Steniano          | 1200                        |
| Precámbrico | Proterozoico     | Meso- proterozoico         | Ectásico Ectasiano         | 1400                        |
| Precámbrico | Proterozoico     | Meso- proterozoico         | Calímico Calymmiano        | 1600                        |
| Precámbrico | Proterozoico     | Paleo- proterozoico        | Estatérico Statheriano     | 1800                        |
| Precámbrico | Proterozoico     | Paleo- proterozoico        | Orosírico Orosiriano       | 2050                        |
| Precámbrico | Proterozoico     | Paleo- proterozoico        | Riásico Rhyaciano          | 2300                        |
| Precámbrico | Proterozoico     | Paleo- proterozoico        | Sidérico Sideriano         | 2500                        |
| Precámbrico | Arcaico Arqueano | Neoarcaico Neoarqueano     | Neoarcaico Neoarqueano     | 2800                        |
| Precámbrico | Arcaico Arqueano | Mesoarcaico Mesoarqueano   | Mesoarcaico Mesoarqueano   | 3200                        |
| Precámbrico | Arcaico Arqueano | Paleoarcaico Paleoarqueano | Paleoarcaico Paleoarqueano | 3600                        |
| Precámbrico | Arcaico Arqueano | Eoarcaico Eoarqueano       | Eoarcaico Eoarqueano       | 4031±3                      |
| Precámbrico | Hádico Hadeano   | Hádico Hadeano             | Hádico Hadeano             | 4567                        |